# Flagstaff Lake (Maine)
Der Flagstaff Lake ist ein Stausee im Somerset County sowie Franklin County im US-Bundesstaat Maine. Kurz vor dem See treffen sich die Flüsse North Branch Dead River und die South Branch Dead River und bilden damit den Dead River.
Bis zum Bau des Long Falls Dam 1950 war der See kleiner als heute. Der Damm schuf den Stausee, der hauptsächlich zur Wasserkraftnutzung angelegt wurde. Der See beherbergt die ehemaligen Townships Flagstaff, Bigelow, Dead River und Carrying Place, die vor dem Stauen aufgegeben werden mussten. 
Besonders während Dürrezeiten besitzt der Flagstaff Lake einen relativ niedrigen Wasserpegel. Der tiefste Punkt des Sees beträgt 14,6 Meter.